# Монастыри Фрушка-Горы

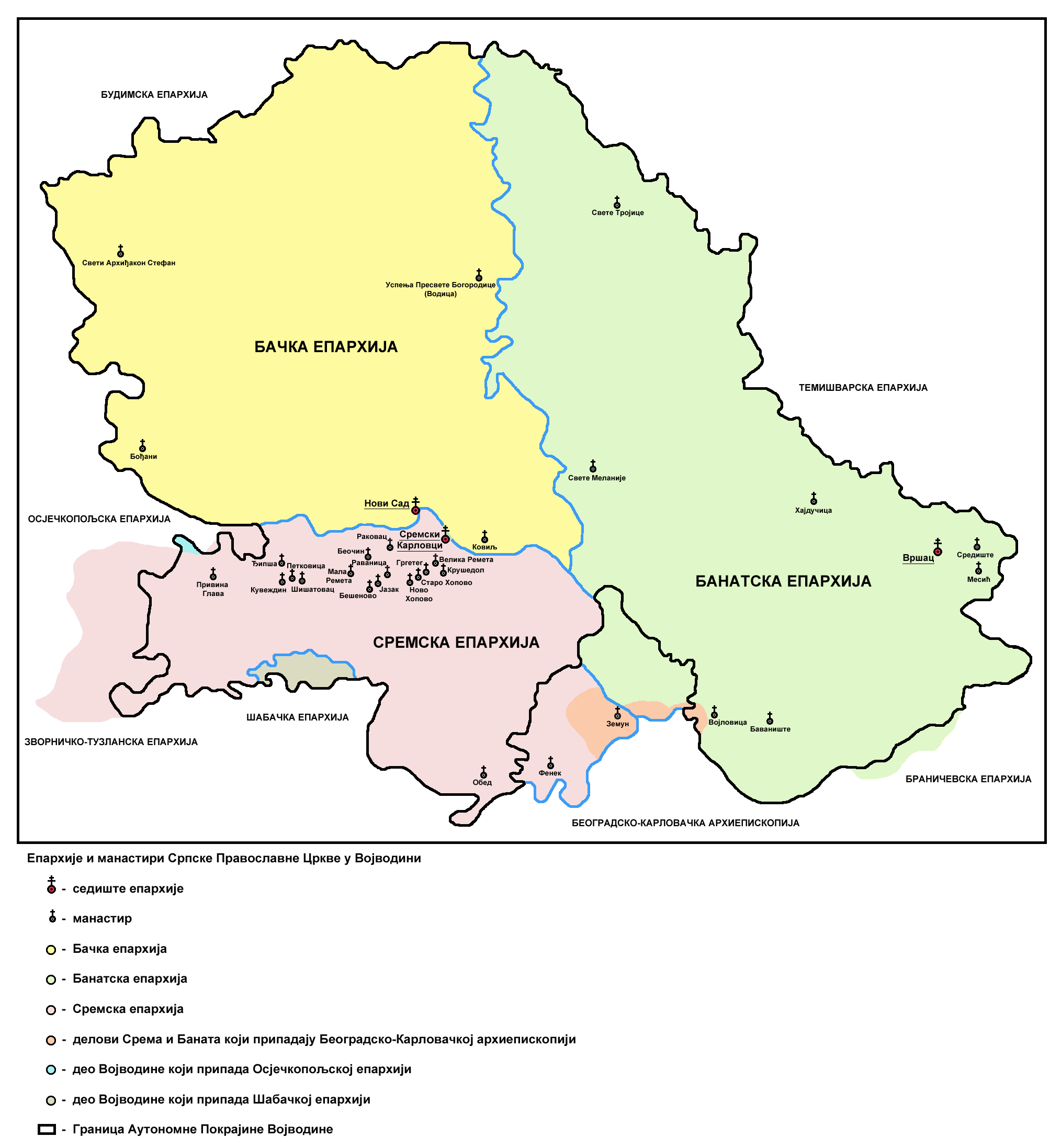
Монастыри в Воеводине

Монастыри Фрушской Горы (серб. Манастири Фрушке горе, Фрушскогорские монастыри, серб. Фрушкогорски манастири) — православные монастыри Сербской православной церкви, расположенные на кряже Фрушка-Гора в Автономном крае Воеводина, в историко-географической области Срем. Все 16 монастырей относятся к Сремской епархии.
Большая часть монастырей Фрушской Горы была построена под влиянием моравской и рашской зодческих школ. Позднее они были значительно реконструированы — церкви получили высокие многоступенчатые колокольни в стиле барокко, а внутри — большие, сложные иконостасы, расписанные лучшими сербскими художниками того времени.
За время своего существования монастыри часто страдали во время войн. В 1941—1945 годах монастыри Фрушка-Горы подверглись разграблению хорватскими усташами. Реликвии православных святых, украденные усташами, были реквизированы немецкими оккупационными войсками (передавшими их протестантской церкви, которая в дальнейшем вернула их православному духовенству). В 1999 году монастыри пострадали от бомбардировок со стороны авиации НАТО.
В 1990 году комплекс монастырей Фрушской Горы получил статус культурного наследия особой значимости.

## Легенда
В списке представлены монастыри Сербской православной церкви, находящиеся на кряже Фрушка-Гора. Они располагаются в алфавитном порядке
Таблица:
- Название — название монастыря на русском языке, в скобках приводится оригинальное название на сербском;
- Время основания — дата основания монастыря или дата, под которой он впервые упоминается в источниках;
- Местонахождение — близлежащий населенный пункт рядом с монастырем;
- Координаты — координаты местонахождения монастыря;
- Фото —  фотография монастыря;

Сортировка может проводиться по любому из выбранных столбцов таблиц, кроме столбца с фотографиями.

## Список монастырей
| Название                            | Время основания   | Местонахождение             | Координаты                      | Фото |
| ----------------------------------- | ----------------- | --------------------------- | ------------------------------- | ---- |
| Беочин (серб. Беочин)               | XVI век           | Беочин                      | 45°10′38″ с. ш. 19°43′17″ в. д. |      |
| Бешеново (серб. Бешеново)           | Конец XIII века   | Бешеновачки-Прнявор         | 45°07′01″ с. ш. 19°42′25″ в. д. |      |
| Велика-Ремета (серб. Велика Ремета) | 1562 год          | Община Ириг                 | 45°08′32″ с. ш. 19°55′03″ в. д. |      |
| Врдник (серб. Врдник)               | 1566              | Врдник                      | 45°07′42″ с. ш. 19°47′04″ в. д. |      |
| Гргетег (серб. Гргетег)             | 1471 год          | Гргетег                     | 45°08′17″ с. ш. 19°54′07″ в. д. |      |
| Дивша (серб. Дивша)                 | Конец XV столетия | Между сёл Визич и Дипша     | 45°10′04″ с. ш. 19°29′02″ в. д. |      |
| Крушедол (серб. Крушедол)           | 1509—1514 гг.     | Крушедол                    | 45°07′10″ с. ш. 19°56′24″ в. д. |      |
| Кувеждин (серб. Кувеждин)           | 1520 год          | Дивош                       | 45°07′38″ с. ш. 19°30′41″ в. д. |      |
| Мала-Ремета (серб. Мала Ремета)     | Конец 1588 год    | Мала-Ремета                 | 45°06′37″ с. ш. 19°44′36″ в. д. |      |
| Ново-Хопово (серб. Ново Хопово)     | 1451 год          | Ириг                        | 45°07′42″ с. ш. 19°50′46″ в. д. |      |
| Петковица (серб. Петковица)         | Начало XVI века   | Между сел Дивош и Шишатовац | 45°07′34″ с. ш. 19°32′00″ в. д. |      |
| Привина-Глава (серб. Привина Глава) | Конец XV века     | Близ Шида                   | 45°08′12″ с. ш. 19°17′55″ в. д. |      |
| Раковац (серб. Раковац)             | Конец XV века     | Близ Нови-Сада              | 45°11′05″ с. ш. 19°46′27″ в. д. |      |
| Старо-Хопово (серб. Старо Хопово)   | Конец XV века     | Близ Нови-Сада              | 45°08′07″ с. ш. 19°51′31″ в. д. |      |
| Шишатовац (серб. Шишатовац)         | 1520 год          | Шишатовац                   | 45°07′31″ с. ш. 19°33′05″ в. д. |      |
| Язак (серб. Jазак)                  | 1736 год          | Язак                        | 45°07′09″ с. ш. 19°45′55″ в. д. |      |